# Francesca Agostini
Francesca Agostini (Pistoia, 2 novembre 1990) è un'attrice italiana.

## Biografia
Francesca Agostini nasce a Pistoia il 2 novembre 1990, cresce però a Montecarlo, in provincia di Lucca e frequenta il Liceo Linguistico. Si forma presso il Teatro Stabile di Genova.
Nella miniserie TV L'Oriana interpreta la studentessa Lisa. Nella serie TV L'allieva interpreta il ruolo di Lara Proietti.
Nel 2019 è protagonista del videoclip Per due che come noi di Brunori Sas. Nel 2020, dal 12 aprile, la cooperativa del Teatro della Tosse ripropone Il mistero dei tarocchi in streaming sul canale Goodmorning Genova: Francesca Agostini interpreta "Le Stelle".
A fine aprile 2022 annuncia, tramite il suo profilo Instagram, di essere incinta del suo primo figlio.
Nel 2025 la Rai trasmette la serie Miss Fallaci nella quale la Agostini interpreta nuovamente un ruolo in una serie televisiva che racconta la vita di Oriana Fallaci. 

## Filmografia

### Cinema
- Hope Lost, regia di David Petrucci (2014)
- Short Skin - I dolori del giovane Edo, regia di Duccio Chiarini (2014)
- Maraviglioso Boccaccio, regia di Paolo e Vittorio Taviani (2015)
- Ieri e domani, regia di Lorenzo Sepalone (2017) - cortometraggio
- Moglie e marito, regia di Simone Godano (2017)
- Una questione privata, regia di Paolo e Vittorio Taviani (2017)
- Gli addestratori, regia di Andrea Jublin (2024)

### Televisione
- Don Matteo 9, episodio Sotto accusa, regia di Jan Michelini - serie TV (2014)
- A testa alta - I martiri di Fiesole, regia di Maurizio Zaccaro - film TV (2014)
- Francesco, regia di Liliana Cavani - miniserie TV (2014)
- L'Oriana, regia di Marco Turco - miniserie TV (2015)
- Grand Hotel, regia di Luca Ribuoli - miniserie TV (2015)
- L'allieva, regia di Luca Ribuoli - serie TV (2016-2020)
- The Comedians, regia di Luca Lucini - serie TV (2017)
- Squadra Mobile - Operazione mafia capitale, regia di Alexis Sweet - serie TV (2017)
- Noi, regia di Luca Ribuoli - serie TV, 4 episodi (2022)
- La donna per me, regia di Marco Martani - film TV (2022)
- Miss Fallaci, regia di Luca Ribuoli, Giacomo Martelli e Alessandra Gonnella – serie TV (2025)

### Videoclip
- Ho fatto in tempo ad avere un futuro (che non fosse soltanto per me) di Luciano Ligabue (2017)
- Per due che come noi di Brunori Sas (2019)

## Teatrografia
- Giulio Cybo Malaspina, di Ubaldo Bellugi, regia di Andrea Battistini, 2007
- Cassandra, da Christa Wolf, regia di Andrea Battistini
- Enrico IV, di Luigi Pirandello, regia di Andrea Battistini, 2009
- Shakespeare Machine, da William Shakespeare, regia di Andrea Battistini, 2009
- Sogno di una notte di mezza estate, da William Shakespeare, regia di Andrea Battistini, Teatro Carcano di Milano, 2011
- Margarete in Aix, di Peter Hacks, regia di Anna Laura Messeri, 2011
- Macbeth, di William Shakespeare, regia di Massimo Mesciulam, 2012
- Offices, di Ethan Coen, regia di Matteo Alfonso, 2012
- Romeo e Giulietta, da William Shakespeare, regia di Andrea Battistini, 2012
- Passi affrettati, testo e regia di Dacia Maraini, 2013
- Perché sei tu? da William Shakespeare, regia di Lindsay Kemp, 2013
- Il mistero dei tarocchi, di Tonino Conte, regia di Emanuele Conte e Amedeo Romeo, 2013
- Antigone, di Jean Anouilh, regia di Emanuele Conte, 2013
- Sogno in una notte d'estate, da William Shakespeare, regia di Emanuele Conte, 2013
- Cinque allegri ragazzi morti - il musical Lo-Fi, dai fumetti di Davide Toffolo, regia di Eleonora Pippo, 2015
- Odissea - da Omero a Dereck Walcott, regia di Vincenzo Manna e Daniele Muratore, 2015
- Il mercante di Venezia, di William Shakespeare, regia di Filippo Renda, 2016
- La cucina, di Arnold Wesker, regia di Valerio Binasco, 2016
- Così è (se vi pare), di Luigi Pirandello, regia di Filippo Dini, Teatro Carignano di Torino, 2018
- Rumori fuori scena, di Michael Frayn, regia di Valerio Binasco, 2019